# Standard Lüttich

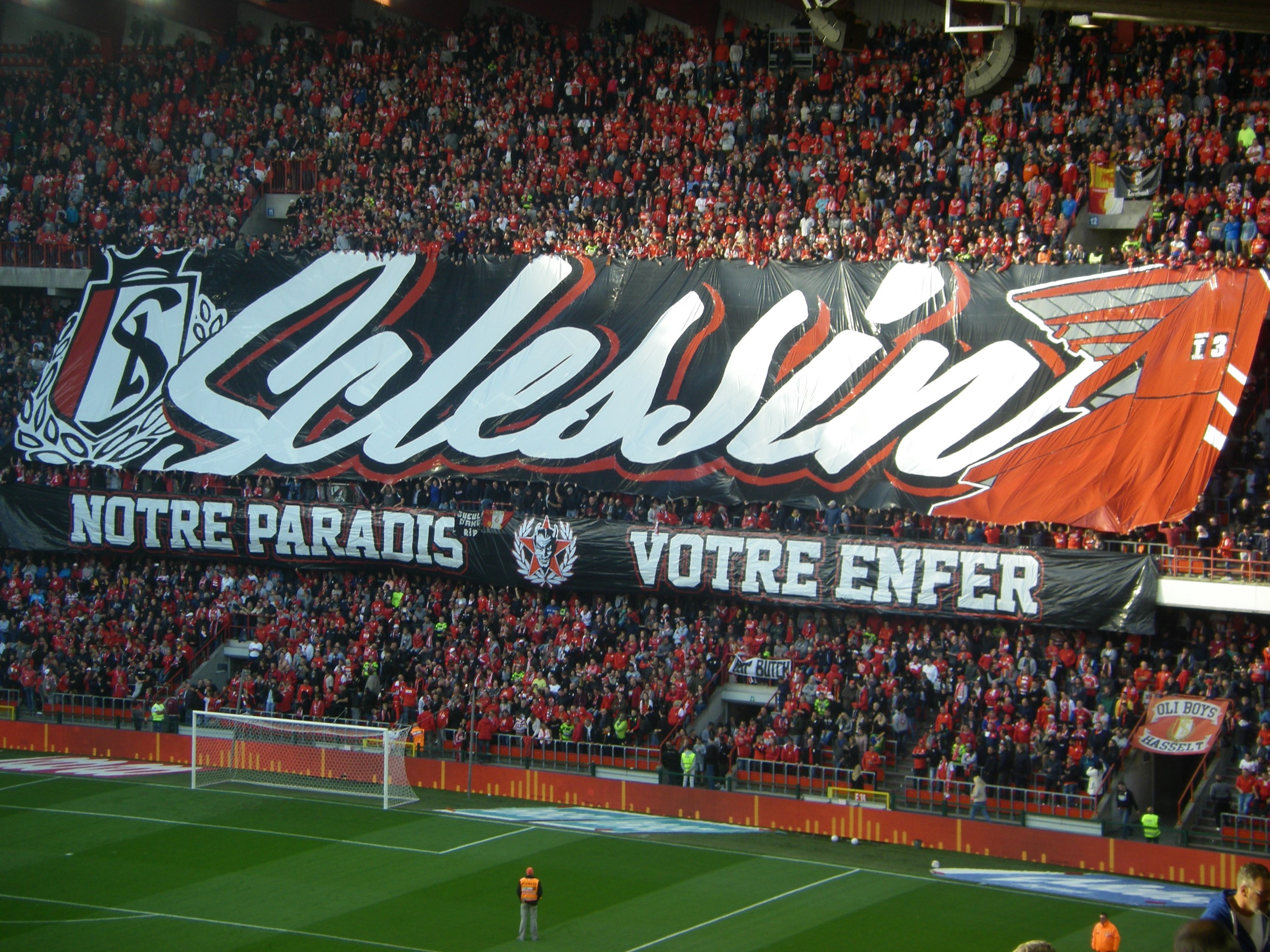
Banner der Fankurve von Standard de Liège vor einem wallonischen Derby gegen Sporting Charleroi (0:0) am 10. September 2017: „Sclessin“ beschreibt den inoffiziellen Namen des Stadions (nach dem gleichnamigen Viertel) und die Worte „Notre Paradis – Votre Enfer“ bedeuten „Unser Paradies – Eure Hölle“.

Der Royal Standard Club de Liège, im deutschsprachigen Raum allgemein bekannt als Standard Lüttich, ist einer der erfolgreichsten Fußballvereine Belgiens und in Lüttich beheimatet. Er spielt in der Division 1A.

## Geschichte
Der Royal Standard Club de Liège wurde 1898 von Schülern als Standard Football Club gegründet. 1923 ergänzte er den Vereinsnamen mit dem verliehenen königlichen Prädikat. Der Vereinsname wurde ursprünglich durch Standard de Paris, einen weiland populären französischen Klub, inspiriert. 1996 schloss sich der vormalige Erstligist RFC Seraing dem Verein an.
Standard Lüttich, der Zweite in der ewigen Ligatabelle Belgiens, wurde bislang zehnmal belgischer Meister und gewann sechsmal den belgischen Pokal. Entsprechend hatte der Verein auch international viele Auftritte. Dabei drang er 1982 im Europapokal der Pokalsieger bis ins Finale vor, unterlag dort aber nach einer frühen 1:0-Führung im Camp Nou Stadion von Barcelona knapp dem FC Barcelona mit 1:2.
Am 20. April 2008 konnte sich das Team erstmals seit 1983 im vorentscheidenden Heimspiel durch ein 2:0 gegen den RSC Anderlecht die belgische Meisterschaft sichern. Nach Saisonende verlängerte Meistertrainer Michel Preud’homme seinen auslaufenden Vertrag nicht und wechselte zum KAA Gent. Bei der Entscheidung Preud’hommes gegen ein weiteres Engagement in Lüttich war die Laufzeit seines neuen Vertrages der Knackpunkt. Während der Trainer einen Zweijahresvertrag favorisierte, wollte der Verein lieber einen Einjahreskontrakt abschließen. Vom Juni 2008 bis Februar 2010 wurde die Mannschaft vom ehemaligen rumänischen Nationalspieler László Bölöni trainiert.
In der Saison 2008/09 konnte Standard den Titel nach zwei Entscheidungsspielen gegen den RSC Anderlecht verteidigen. Die Entscheidungsspiele waren notwendig geworden, nachdem beide Klubs die Saison mit jeweils 77 Punkten und 24 Siegen abgeschlossen hatten. Die Tordifferenz spielt in Belgien keine Rolle.
Nach einem 1:1 im Hinspiel siegte Standard gegen den Rekordchampion im Rückspiel in Lüttich mit 1:0. Es war der zehnte Titelgewinn von Lüttich.
Am 10. Februar 2010 wurde der Vertrag mit Bölöni aufgelöst und der technische Direktor Dominique D’Onofrio übernahm das Training der Mannschaft bis zum Saisonende.

### Seit Einführung der Play-offs in der Division 1A
In der Saison 2009/10, in der erstmals in der Division 1A Play-offs durchgeführt wurden, erreichte der Verein die Meister-Play-offs nicht und konnte sich auch nicht über die Play-off 2 für die Europa League qualifizieren. Im Folgejahr erreichte Standard als Sechster der regulären Runde die Meister-Play-offs. Dort konnte man sieben Punkte aufholen und war am Schluss punktegleich mit dem Meister KRC Genk. Da bei der Übernahme der halben Punkte aus der Hauptrunde in die Play-off-Runde bei Standard ein halber Punkt aufgerundet worden war, bei Genk jedoch nicht, wurde Standard nur Vizemeister und erreichte damit die Teilnahme an der 3. Qualifikationsrunde zur Champions League 2011/12.
Da man dort gegen den FC Zürich verlor, ergab sich eine Teilnahme an den Play-offs zur Europa League. Dort gewann man gegen Helsingborgs IF und erreichte die Gruppenphase, wo man die Gruppe B gewann. Über das Sechzehntelfinale, das man gegen Wisła Krakau gewann, erreichte man das Achtelfinale, wo man wieder auf Hannover 96 traf, das in derselben Gruppe gewesen war. Das Achtelfinale wurde insgesamt 2:6 verloren. In der Jupiler League erreichte man im gleichen Jahr zwar die Meister-Play-off, konnte sich dort aber nicht erneut für einen europäischen Wettbewerb qualifizieren.
Die Saison 2013/14 schloss der Verein als Bester der regulären Runde ab. In den Meister-Play-offs verlor man fünf Punkte gegenüber dem RSC Anderlecht, sodass Standard erneut nur Vizemeister wurde. In der Champions League 2014/15 überstand Standard die 3. Qualifikationsrunde gegenüber Panathinaikos Athen. Da man die folgenden Play-off-Spiele gegen Zenit St. Petersburg verlor, nahm man an der Gruppenphase der Europa League teil, wo man auf Platz 4 ausschied.
In der Saison 2014/15 erreicht Standard in den Meister-Play-offs Platz 4. Da der FC Brügge in diesem Jahr als Vizemeister auch den Pokal gewonnen hatte, berechtigte dieser Platz zur Teilnahme an der 3. Qualifikationsrunde zur Europa League 2015/16, die gegen FK Željezničar Sarajevo gewonnen wurde. Allerdings verlor man dann die Play-off-Spiele gegen den norwegischen Molde FK und schied aus.
In der Meisterschaft belegte der Verein in der Saison 2015/16 am Ende der regulären Runde nur Platz 7 und hätte auch über die Play-off 2 den Europacup nicht erreicht. Da Standard aber den belgischen Pokal gewonnen hatte, konnte es an der Gruppenphase der Europa League 2016/17 teilnehmen. Auf Platz 3 schied der Verein aus der Europa League aus.
Auch in der Saison 2016/17 wurden die Meister-Play-offs nicht erreicht. Weder über Play-off 2 noch Pokal kam es zu einer Europacup-Qualifikation.
In der Saison 2017/18 war Standard am Ende der regulären Runde Sechster. In den Meister-Play-offs konnte man neun Punkte aufholen und wurde am Ende Vizemeister und war damit für die 3. Qualifikationsrunde zur Champions League 2018/19 teilnahmeberechtigt. Da man die Spiele gegen Ajax Amsterdam verlor, nahm man an der Gruppenphase der Europa League 2018/19 teil, die man wieder mit Platz 3 beendete. Als belgischer Pokalsieger 2018 war der Verein ebenfalls für diese Gruppenphase qualifiziert.
Die Saison 2018/19 endete mit Platz 3 in den Meister-Play-offs, sodass der Verein sportlich nur für die 3. Qualifikationsrunde der Europa League 2019/20 qualifiziert war. Nachdem am 17. Juli 2019 das belgische Schiedsgericht für den Sport als Berufungsinstanz entschied, den KV Mechelen wegen der Manipulation des Spieles KV Mechelen gegen Waasland-Beveren am 11. März 2018 in der Saison 2017/18 in der ersten Division unter anderem mit dem Ausschluss aus der Europa League zu bestrafen, wurde dieser Ausschluss am 18. Juli 2019 von der UEFA bestätigt. Alle belgischen Vereine rückten um einen Qualifikationsplatz auf. Damit hatte Standard erneut einen Startplatz in der Gruppenphase der Europa League sicher.
Bei der Gruppenauslosung wurden Standard der deutsche Verein Eintracht Frankfurt, der englische Verein FC Arsenal und der portugiesische Verein Vitória Guimarães zugelost. Nach je zwei Siegen, zwei Unentschieden und zwei Niederlagen wurde am Schluss nur Platz 3 in der Tabelle erreicht, sodass Standard nach der Gruppenphase aus der Europa League ausschied.
Nach dem Ende der Saison 2019/20 erklärte Michel Preud’homme seinen Rücktritt als Trainer. Am 10. Juni 2020 wurde der Franzose Philippe Montanier als neuer Trainer verpflichtet. Nachdem Standard am 19. Spieltag auf Platz 11 abgerutscht war (unter anderem nach zwei Niederlagen gegen die Letzten in der Tabelle), wurde Montanier am 26. Dezember 2020 entlassen.
Mbaye Leye, der in der Saison 2019/20 bereits Co-Trainer war und von dem der Verein sich bei der Verpflichtung Montaniers einvernehmlich getrennt hatte, kehrte nunmehr als Cheftrainer zurück. Am 30. Dezember 2020 wurde ein Vertrag mit ihm bis zum Ende der Saison 2020/21 unterzeichnet. Nachdem der Verein nach dem 10. Spieltag der Saison 2021/22 lediglich 13 Punkte hatte und auf Platz 12 der Tabelle stand, trennte er sich Anfang Oktober 2021 von Leye. Einige Tage später wurde der Slowene Luka Elsner, der dafür vom KV Kortrijk wechselte, als neuer Trainer verpflichtet.
Die Saison 2021/22 wurde auf Platz 14 beendet, sodass Standard nicht an den Play-offs teilnahm und damit in der Folgesaison zum zweiten Mal in Folge nicht am Europapokal teilnahm. Mitte April 2022 wurde Elsner als Trainer entlassen. Erst Mitte Juni 2022 wurde der Norweger Ronny Deila als neuer Trainer verpflichtet.
In der Saison 2022/23 erreichte Standard am Ende der Hauptrunde Platz 6 mit einem Punkt Rückstand auf den KAA Gent und somit die Europa-Play-offs. Da Royal Antwerpen als Pokalsieger in den Meister Play-offs mitspielte, qualifizierte sich der Sieger der Europa Play-off direkt für die 2. Qualifikationsrunde der Conference League. In die Play-offs wurden die Punkte der Hauptrunde halbiert und ggf. aufgerundet, so dass Standard die Play-offs punktgleich mit Gent begann. Allerdings wirkte die Aufrundung als Malus, so dass Standard die Play-offs mit einem Punkt besser als Gent hätte abschließen müssen, um sich für die Conference League zu qualifizieren.
Tatsächlich lag Standard bereits nach vier von sechs Spieltagen der Play-off so weit zurück, dass eine Qualifikation ausgeschlossen war. Im Laufe der Woche teile Deila dem Verein mit, dass er sein Traineramt per sofort aufgab und zur neuen Saison zum FC Brügge wechselte, der an Standard eine Ablösesumme zahlte. Für die letzten zwei Play-off-Spiele übernahm der bisherige 2. Co-Trainer Geoffrey Valenne die Leitung des Trainings. Mitte Juni 2023 wurde Carl Hoefkens als neuer Trainer mit einer Vertragslaufzeit von drei Jahren verpflichtet.

## Stadion

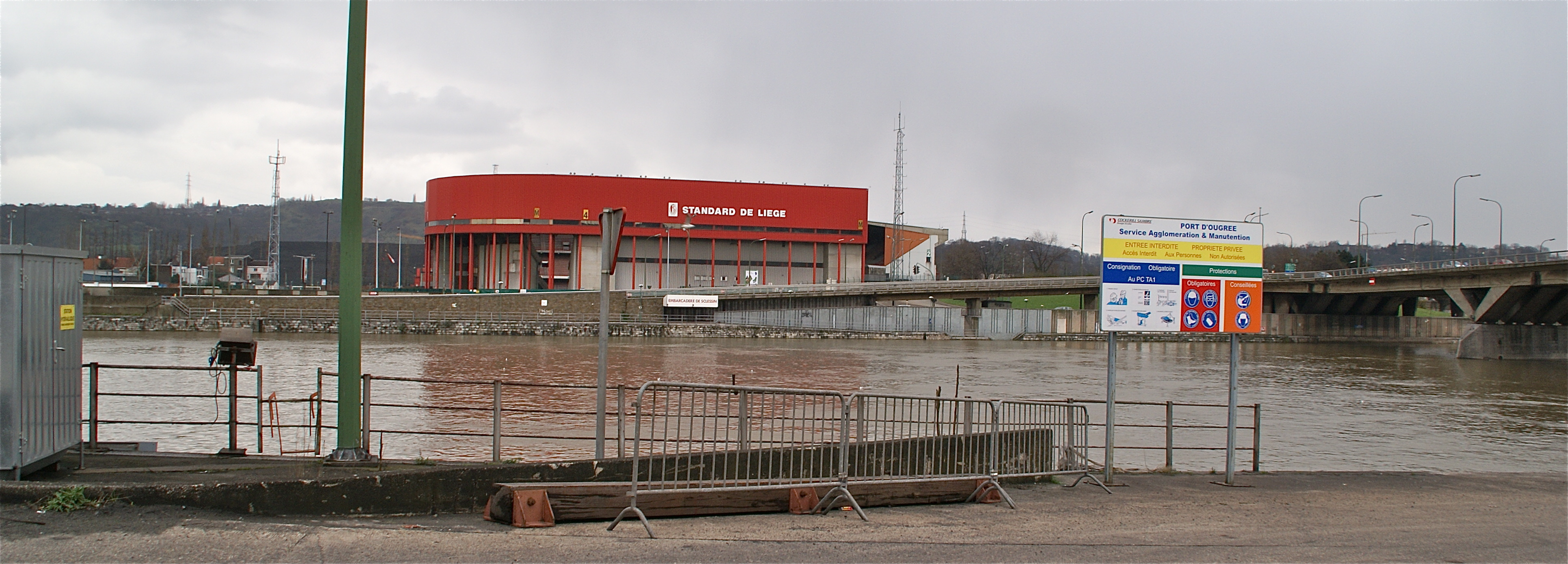
Überblick des Stadions gesehen vom Hafen Port d’Ougrée am rechten Ufer der Maas

Der Verein trägt seine Heimspiele im drittgrößten Stadion Belgiens, dem 1984 erbauten Maurice-Dufrasne-Stadion, inoffiziell Stade Sclessin genannt, aus. Die Spielstätte hat eine Kapazität von rund 30.000 Zuschauern.

## Kader 2025/26
- Stand: 5. August 2025[14][15]

| Nr.        | Nat.               | Name                 | Geburtstag | im Verein seit | letzte Station                         |     |
| Tor        | Tor                | Tor                  | Tor        | Tor            | Tor                                    | Tor |
| ---------- | ------------------ | -------------------- | ---------- | -------------- | -------------------------------------- | --- |
| 01         | Belgien            | Matthieu Epolo       | 15.01.2005 | 2021           | eigene Jugend                          |     |
| 21         | Belgien            | Lucas Pirard         | 10.03.1995 | 2025           | KV Kortrijk                            |     |
| 45         | Belgien            | Matteo Godfroid      | 25.02.2004 | 2024           | eigene Jugend                          |     |
| Abwehr     |                    |                      |            |                |                                        |     |
| 04         | Kroatien           | Boško Šutalo         | 01.01.2000 | 2014           | Dinamo Zagreb                          |     |
| 05         | Belgien            | Boli Bolingoli       | 01.01.2000 | 2024           | KV Mechelen                            |     |
| 13         | Vereinigte Staaten | Marlon Fossey        | 09.09.1998 | 2022           | FC Fulham U 21                         |     |
| 18         | England            | Henry Lawrence       | 21.01.2001 | 2024           | FC Chelsea                             |     |
| 22         | Belgien            | Alexandro Calut      | 22.04.2003 | 2024           | Oud-Heverlee Löwen (Rückkehr Leihe)    |     |
| 24         | Togo               | Josué Homawoo        | 12.11.1997 | 2024           | Dinamo Bukarest                        |     |
| 25         | Belgien            | Ibe Hautekiet        | 13.02.2002 | 2023           | FC Brügge U 23                         |     |
| 29         | Belgien            | Daan Dierckx         | 24.02.2003 | 2024           | Parma Calcio 1913                      |     |
| 37         | Belgien            | Daryl Leunga Leunga  | 09.06.2008 | 2025           | eigene Jugend                          |     |
| 44         | Schottland         | David Bates          | 05.10.1996 | 2024           | KV Mechelen                            |     |
| Mittelfeld |                    |                      |            |                |                                        |     |
| 06         | Ruanda             | Hakim Sahabo         | 16.06.2005 | 2023           | OSV Lille                              |     |
| 07         | Deutschland        | Tobias Mohr          | 24.08.1995 | 2025           | FC Schalke 04                          |     |
| 08         | Chile              | Nayel Mehssatou      | 08.08.2002 | 2025           | KV Kortrijk                            |     |
| 11         | Belgien            | Adnane Abid          | 23.08.2003 | 2025           | Patro Eisden Maasmechelen              |     |
| 14         | Belgien            | Léandre Kuavita      | 31.05.2004 | 2024           | eigene Jugend                          |     |
| 17         | Komoren            | Rafiki Saïd          | 15.03.2000 | 2025           | ES Troyes AC                           |     |
| 19         | Mali               | Moussa Djenepo       | 15.06.1998 | 2023           | FC Southampton                         |     |
| 20         | Frankreich         | Ibrahim Karamoko     | 23.07.2001 | 2025           | FC Versailles                          |     |
| 23         | Madagaskar         | Marco Ilaimaharitra  | 26.07.1995 | 2025           | Sporting Charleroi                     |     |
| 27         | Marokko            | Mohammed El Hankouri | 01.07.1997 | 2025           | 1. FC Magdeburg                        |     |
| 94         | Danemark           | Casper Nielsen       | 29.04.1994 | 2025           | FC Brügge                              |     |
| Sturm      |                    |                      |            |                |                                        |     |
| 09         | Frankreich         | Thomas Henry         | 22.06.1999 | 2025           | FC Palermo                             |     |
| 10         | Deutschland        | Dennis Eckert Ayensa | 09.01.1997 | 2024           | Royale Union Saint-Gilloise            |     |
| 34         | Belgien            | Yann Gboua           | 26.02.2008 | 2025           | eigene Jugend                          |     |
| 95         | Frankreich         | Grejohn Kyei         | 12.08.1995 | 2025           | Sporting Charleroi (Rückkehr Ausleihe) |     |

## Erfolge
- Belgischer Meister (10)
  - 1958, 1961, 1963, 1969, 1970, 1971, 1982, 1983, 2008, 2009
- Belgischer Pokalsieger (8)
  - 1954, 1966, 1967, 1981, 1993, 2011, 2016, 2018
- Belgischer Supercup (4)
  - 1981, 1983, 2008, 2009
- Belgischer Ligapokalsieger (1)
  - 1975
- Europapokal der Pokalsieger
  - Finalist 1982

## Europapokalbilanz ab der Saison 1983/84
| Liste der Europapokalspiele ab der Saison 1983/84 | Liste der Europapokalspiele ab der Saison 1983/84 | Liste der Europapokalspiele ab der Saison 1983/84 | Liste der Europapokalspiele ab der Saison 1983/84 | Liste der Europapokalspiele ab der Saison 1983/84 | Liste der Europapokalspiele ab der Saison 1983/84 | Liste der Europapokalspiele ab der Saison 1983/84 |
| --- | ------------------------------------------------- | ------------------------------------------------- | ------------------------------------------------- | ------------------------------------------------- | ------------------------------------------------- | ------------------------------------------------- |
| \| Saison \| Wettbewerb \| Runde \| Gegner \| Gesamt \| Hin \| Rück \| \| ------- \| ----------------------------- \| ---------------------- \| ----------------------- \| --------- \| ------------- \| ------------- \| \| 1983/84 \| Europapokal der Landesmeister \| 1. Runde \| Athlone Town \| 11:4 \| 3:2 (A) \| 8:2 (H) \| \| 1983/84 \| Europapokal der Landesmeister \| 2. Runde \| Dundee United \| 0:4 \| 0:0 (H) \| 0:4 (A) \| \| 1984/85 \| UEFA-Pokal \| 1. Runde \| Glentoran FC \| 3:1 \| 2:0 (H) \| 1:1 (A) \| \| 1984/85 \| UEFA-Pokal \| 2. Runde \| 1. FC Köln \| 1:4 \| 0:2 (H) \| 1:2 (A) \| \| 1986/87 \| UEFA-Pokal \| 1. Runde \| HNK Rijeka \| 2:1 \| 1:0 (A) \| 1:1 (H) \| \| 1986/87 \| UEFA-Pokal \| 2. Runde \| FC Swarovski Tirol \| (a)4:4(a) \| 1:2 (A) \| 3:2 (H) \| \| 1992/93 \| UEFA-Pokal \| 1. Runde \| Portadown FC \| 5:0 \| 5:0 (H) \| 0:0 (A) \| \| 1992/93 \| UEFA-Pokal \| 2. Runde \| Heart of Midlothian \| 2:0 \| 1:0 (A) \| 1:0 (H) \| \| 1992/93 \| UEFA-Pokal \| 3. Runde \| AJ Auxerre \| 3:4 \| 2:2 (H) \| 1:2 (A) \| \| 1993/94 \| Europapokal der Pokalsieger \| 1. Runde \| Cardiff City \| 8:3 \| 5:2 (H) \| 3:1 (A) \| \| 1993/94 \| Europapokal der Pokalsieger \| 2. Runde \| FC Arsenal \| 0:10 \| 0:3 (A) \| 0:7 (H) \| \| 1995/96 \| UEFA-Pokal \| 1. Runde \| Vitória Guimarães \| 1:3 \| 1:3 (A) \| 0:0 (H) \| \| 1996 \| UEFA Intertoto Cup \| Gruppenphase \| Cliftonville FC \| 3:0 \| 3:0 (A) \| \| \| 1996 \| UEFA Intertoto Cup \| Gruppenphase \| Hapoel Haifa \| 2:2 \| 2:2 (H) \| \| \| 1996 \| UEFA Intertoto Cup \| Gruppenphase \| VfB Stuttgart \| 2:0 \| 2:0 (A) \| \| \| 1996 \| UEFA Intertoto Cup \| Gruppenphase \| Aalborg BK \| 1:0 \| 1:0 (H) \| \| \| 1996 \| UEFA Intertoto Cup \| Halbfinale \| FC Nantes \| 3:1 \| 2:1 (H) \| 1:0 (A) \| \| 1996 \| UEFA Intertoto Cup \| Finale \| Karlsruher SC \| 2:3 \| 1:0 (H) \| 1:3 (A) \| \| 1997 \| UEFA Intertoto Cup \| Gruppenphase \| FC Aarau \| 0:0 \| 0:0 (H) \| \| \| 1997 \| UEFA Intertoto Cup \| Gruppenphase \| Cork City FC \| 0:0 \| 0:0 (A) \| \| \| 1997 \| UEFA Intertoto Cup \| Gruppenphase \| Maccabi Petach Tikwa \| 0:0 \| 0:0 (H) \| \| \| 1997 \| UEFA Intertoto Cup \| Gruppenphase \| 1. FC Köln \| 1:1 \| 1:1 (A) \| \| \| 2000 \| UEFA Intertoto Cup \| 1. Runde \| Dinamo Tiflis \| (a)3:3(a) \| 2:2 (A) \| 1:1 (H) \| \| 2000 \| UEFA Intertoto Cup \| 2. Runde \| AC Perugia Calcio \| 3:2 \| 2:1 (A) \| 1:1 (H) \| \| 2000 \| UEFA Intertoto Cup \| 3. Runde \| SV Austria Salzburg \| 4:2 \| 3:1 (H) \| 1:1 (A) \| \| 2000 \| UEFA Intertoto Cup \| Halbfinale \| VfB Stuttgart \| 1:2 \| 1:1 (A) \| 0:1 (H) \| \| 2001/02 \| UEFA-Pokal \| Qualifikation \| Vardar Skopje \| 6:1 \| 3:0 (A) \| 3:1 (H) \| \| 2001/02 \| UEFA-Pokal \| 1. Runde \| Racing Straßburg \| 4:2 \| 2:0 (H) \| 2:2 (A) \| \| 2001/02 \| UEFA-Pokal \| 2. Runde \| Girondins Bordeaux \| 0:4 \| 0:2 (A) \| 0:2 (H) \| \| 2004/05 \| UEFA-Pokal \| 1. Runde \| VfL Bochum \| (a)1:1(a) \| 0:0 (H) \| 1:1 (A) \| \| 2004/05 \| UEFA-Pokal \| Gruppenphase \| Steaua Bukarest \| 0:2 \| 0:2 (A) \| \| \| 2004/05 \| UEFA-Pokal \| Gruppenphase \| FC Parma \| 2:1 \| 2:1 (H) \| \| \| 2004/05 \| UEFA-Pokal \| Gruppenphase \| Beşiktaş Istanbul \| 1:1 \| 1:1 (A) \| \| \| 2004/05 \| UEFA-Pokal \| Gruppenphase \| Athletic Bilbao \| 1:7 \| 1:7 (H) \| \| \| 2006/07 \| UEFA Champions League \| 3. Qualifikationsrunde \| Steaua Bukarest \| 3:4 \| 2:2 (H) \| 1:2 (A) \| \| 2006/07 \| UEFA-Pokal \| 1. Runde \| Celta Vigo \| 0:4 \| 0:1 (H) \| 0:3 (A) \| \| 2007/08 \| UEFA-Pokal \| 1. Runde \| Zenit St. Petersburg \| 1:4 \| 0:3 (A) \| 1:1 (H) \| \| 2008/09 \| UEFA Champions League \| 3. Qualifikationsrunde \| FC Liverpool \| 0:1 \| 0:0 (H) \| 0:1 n. V. (A) \| \| 2008/09 \| UEFA-Pokal \| 3. Qualifikationsrunde \| FC Everton \| 4:3 \| 2:2 (A) \| 2:1 (H) \| \| 2008/09 \| UEFA-Pokal \| Gruppenphase \| FC Sevilla \| 1:0 \| 1:0 (H) \| \| \| 2008/09 \| UEFA-Pokal \| Gruppenphase \| FK Partizan Belgrad \| 1:0 \| 1:0 (A) \| \| \| 2008/09 \| UEFA-Pokal \| Gruppenphase \| Sampdoria Genua \| 3:0 \| 3:0 (H) \| \| \| 2008/09 \| UEFA-Pokal \| Gruppenphase \| VfB Stuttgart \| 0:3 \| 0:3 (A) \| \| \| 2008/09 \| UEFA-Pokal \| Sechzehntelfinale \| Sporting Braga \| 1:4 \| 0:3 (A) \| 1:1 (H) \| \| 2009/10 \| UEFA Champions League \| Gruppenphase \| FC Arsenal \| 2:5 \| 2:3 (H) \| 0:2 (A) \| \| 2009/10 \| UEFA Champions League \| Gruppenphase \| AZ Alkmaar \| 2:2 \| 1:1 (A) \| 1:1 (A) \| \| 2009/10 \| UEFA Champions League \| Gruppenphase \| Olympiakos Piräus \| 3:2 \| 1:2 (A) \| 2:0 (H) \| \| 2009/10 \| UEFA Europa League \| Sechzehntelfinale \| FC Red Bull Salzburg \| 3:2 \| 3:2 (H) \| 0:0 (A) \| \| 2009/10 \| UEFA Europa League \| Achtelfinale \| Panathinaikos Athen \| 4:1 \| 3:1 (A) \| 1:0 (A) \| \| 2009/10 \| UEFA Europa League \| Viertelfinale \| Hamburger SV \| 2:5 \| 1:2 (A) \| 1:3 (H) \| \| 2011/12 \| UEFA Champions League \| 3. Qualifikationsrunde \| FC Zürich \| 1:2 \| 1:1 (H) \| 0:1 (A) \| \| 2011/12 \| UEFA Europa League \| Play-offs \| Helsingborgs IF \| 4:1 \| 1:0 (H) \| 3:1 (A) \| \| 2011/12 \| UEFA Europa League \| Gruppenphase \| Hannover 96 \| 2:0 \| 0:0 (A) \| 2:0 (H) \| \| 2011/12 \| UEFA Europa League \| Gruppenphase \| FC Kopenhagen \| 4:0 \| 3:0 (H) \| 1:0 (A) \| \| 2011/12 \| UEFA Europa League \| Gruppenphase \| Worskla Poltawa \| 3:1 \| 0:0 (H) \| 3:1 (A) \| \| 2011/12 \| UEFA Europa League \| Sechzehntelfinale \| Wisła Krakau \| (a)1:1(a) \| 1:1 (A) \| 0:0 (A) \| \| 2011/12 \| UEFA Europa League \| Achtelfinale \| Hannover 96 \| 2:6 \| 2:2 (H) \| 0:4 (A) \| \| 2013/14 \| UEFA Europa League \| 3. Qualifikationsrunde \| Skoda Xanthi \| 4:2 \| 2:1 (A) \| 2:1 (H) \| \| 2013/14 \| UEFA Europa League \| Play-offs \| FK Minsk \| 5:1 \| 2:0 (A) \| 3:1 (H) \| \| 2013/14 \| UEFA Europa League \| Gruppenphase \| Esbjerg fB \| 2:4 \| 1:2 (H) \| 1:2 (A) \| \| 2013/14 \| UEFA Europa League \| Gruppenphase \| IF Elfsborg \| 2:4 \| 1:1 (A) \| 1:3 (H) \| \| 2013/14 \| UEFA Europa League \| Gruppenphase \| FC Red Bull Salzburg \| 2:5 \| 1:2 (H) \| 1:3 (A) \| \| 2014/15 \| UEFA Champions League \| 3. Qualifikationsrunde \| Panathinaikos Athen \| 2:1 \| 0:0 (H) \| 2:1 (A) \| \| 2014/15 \| UEFA Champions League \| Play-offs \| Zenit St. Petersburg \| 0:4 \| 0:1 (H) \| 0:3 (A) \| \| 2014/15 \| UEFA Europa League \| Gruppenphase \| HNK Rijeka \| 2:2 \| 2:0 (H) \| 0:2 (A) \| \| 2014/15 \| UEFA Europa League \| Gruppenphase \| Feyenoord Rotterdam \| 1:5 \| 1:2 (A) \| 0:3 (H) \| \| 2014/15 \| UEFA Europa League \| Gruppenphase \| FC Sevilla \| 1:3 \| 0:0 (H) \| 1:3 (A) \| \| 2015/16 \| UEFA Europa League \| 3. Qualifikationsrunde \| FK Željezničar Sarajevo \| 3:1 \| 2:1 (H) \| 1:0 (A) \| \| 2015/16 \| UEFA Europa League \| Play-offs \| Molde FK \| 3:3(a) \| 0:2 (A) \| 3:1 (A) \| \| 2016/17 \| UEFA Europa League \| Gruppenphase \| Celta Vigo \| 2:2 \| 1:1 (H) \| 1:1 (A) \| \| 2016/17 \| UEFA Europa League \| Gruppenphase \| Ajax Amsterdam \| 1:2 \| 0:1 (A) \| 1:1 (A) \| \| 2016/17 \| UEFA Europa League \| Gruppenphase \| Panathinaikos Athen \| 5:2 \| 2:2 (H) \| 3:0 (A) \| \| 2018/19 \| UEFA Champions League \| Play-offs \| Ajax Amsterdam \| 2:5 \| 2:2 (H) \| 0:3 (A) \| \| 2018/19 \| UEFA Europa League \| Gruppenphase \| FC Sevilla \| 2:5 \| 1:5 (A) \| 1:0 (H) \| \| 2018/19 \| UEFA Europa League \| Gruppenphase \| Akhisarspor \| 2:1 \| 2:1 (H) \| 0:0 (A) \| \| 2018/19 \| UEFA Europa League \| Gruppenphase \| FK Krasnodar \| 3:3 \| 2:1 (H) \| 1:2 (A) \| \| 2019/20 \| UEFA Europa League \| Gruppenphase \| Vitoria Guimaraes \| 3:1 \| 2:0 (H) \| 1:1 (A) \| \| 2019/20 \| UEFA Europa League \| Gruppenphase \| FC Arsenal \| 2:6 \| 0:4 (A) \| 2:2 (H) \| \| 2019/20 \| UEFA Europa League \| Gruppenphase \| Eintracht Frankfurt \| 3:3 \| 1:2 (A) \| 2:1 (H) \| \| 2020/21 \| UEFA Europa League \| 2. Qualifikationsrunde \| Bala Town \| 2:0 \| 2:0 (H) \| \| \| 2020/21 \| UEFA Europa League \| 3. Qualifikationsrunde \| FK Vojvodina \| 2:1 \| 2:1 n. V. (H) \| \| \| 2020/21 \| UEFA Europa League \| Play-offs \| Fehérvár FC \| 3:1 \| 3:1 (H) \| \| \| 2020/21 \| UEFA Europa League \| Gruppenphase \| Glasgow Rangers \| 2:5 \| 0:2 (H) \| 2:3 (A) \| \| 2020/21 \| UEFA Europa League \| Gruppenphase \| Benfica Lissabon \| 2:5 \| 0:3 (A) \| 2:2 (H) \| \| 2020/21 \| UEFA Europa League \| Gruppenphase \| Lech Posen \| 3:4 \| 1:3 (A) \| 2:1 (H) \|Legende: (H) – Heimspiel, (A) – Auswärtsspiel, (N) – neutraler Platz, (a) – Auswärtstorregel, (i. E.) – im Elfmeterschießen, (n. V.) – nach Verlängerung Gesamtbilanz: 151 Spiele, 54 Siege, 48 Unentschieden, 49 Niederlagen, 192:205 Tore (Tordifferenz −13) |                                                   |                                                   |                                                   |                                                   |                                                   |                                                   |
| Saison | Wettbewerb                                        | Runde                                             | Gegner                                            | Gesamt                                            | Hin                                               | Rück                                              |
| 1983/84 | Europapokal der Landesmeister                     | 1. Runde                                          | Athlone Town                                      | 11:4                                              | 3:2 (A)                                           | 8:2 (H)                                           |
| 1983/84 | Europapokal der Landesmeister                     | 2. Runde                                          | Dundee United                                     | 0:4                                               | 0:0 (H)                                           | 0:4 (A)                                           |
| 1984/85 | UEFA-Pokal                                        | 1. Runde                                          | Glentoran FC                                      | 3:1                                               | 2:0 (H)                                           | 1:1 (A)                                           |
| 1984/85 | UEFA-Pokal                                        | 2. Runde                                          | 1. FC Köln                                        | 1:4                                               | 0:2 (H)                                           | 1:2 (A)                                           |
| 1986/87 | UEFA-Pokal                                        | 1. Runde                                          | HNK Rijeka                                        | 2:1                                               | 1:0 (A)                                           | 1:1 (H)                                           |
| 1986/87 | UEFA-Pokal                                        | 2. Runde                                          | FC Swarovski Tirol                                | (a)4:4(a)                                         | 1:2 (A)                                           | 3:2 (H)                                           |
| 1992/93 | UEFA-Pokal                                        | 1. Runde                                          | Portadown FC                                      | 5:0                                               | 5:0 (H)                                           | 0:0 (A)                                           |
| 1992/93 | UEFA-Pokal                                        | 2. Runde                                          | Heart of Midlothian                               | 2:0                                               | 1:0 (A)                                           | 1:0 (H)                                           |
| 1992/93 | UEFA-Pokal                                        | 3. Runde                                          | AJ Auxerre                                        | 3:4                                               | 2:2 (H)                                           | 1:2 (A)                                           |
| 1993/94 | Europapokal der Pokalsieger                       | 1. Runde                                          | Cardiff City                                      | 8:3                                               | 5:2 (H)                                           | 3:1 (A)                                           |
| 1993/94 | Europapokal der Pokalsieger                       | 2. Runde                                          | FC Arsenal                                        | 0:10                                              | 0:3 (A)                                           | 0:7 (H)                                           |
| 1995/96 | UEFA-Pokal                                        | 1. Runde                                          | Vitória Guimarães                                 | 1:3                                               | 1:3 (A)                                           | 0:0 (H)                                           |
| 1996 | UEFA Intertoto Cup                                | Gruppenphase                                      | Cliftonville FC                                   | 3:0                                               | 3:0 (A)                                           |                                                   |
| 1996 | UEFA Intertoto Cup                                | Gruppenphase                                      | Hapoel Haifa                                      | 2:2                                               | 2:2 (H)                                           |                                                   |
| 1996 | UEFA Intertoto Cup                                | Gruppenphase                                      | VfB Stuttgart                                     | 2:0                                               | 2:0 (A)                                           |                                                   |
| 1996 | UEFA Intertoto Cup                                | Gruppenphase                                      | Aalborg BK                                        | 1:0                                               | 1:0 (H)                                           |                                                   |
| 1996 | UEFA Intertoto Cup                                | Halbfinale                                        | FC Nantes                                         | 3:1                                               | 2:1 (H)                                           | 1:0 (A)                                           |
| 1996 | UEFA Intertoto Cup                                | Finale                                            | Karlsruher SC                                     | 2:3                                               | 1:0 (H)                                           | 1:3 (A)                                           |
| 1997 | UEFA Intertoto Cup                                | Gruppenphase                                      | FC Aarau                                          | 0:0                                               | 0:0 (H)                                           |                                                   |
| 1997 | UEFA Intertoto Cup                                | Gruppenphase                                      | Cork City FC                                      | 0:0                                               | 0:0 (A)                                           |                                                   |
| 1997 | UEFA Intertoto Cup                                | Gruppenphase                                      | Maccabi Petach Tikwa                              | 0:0                                               | 0:0 (H)                                           |                                                   |
| 1997 | UEFA Intertoto Cup                                | Gruppenphase                                      | 1. FC Köln                                        | 1:1                                               | 1:1 (A)                                           |                                                   |
| 2000 | UEFA Intertoto Cup                                | 1. Runde                                          | Dinamo Tiflis                                     | (a)3:3(a)                                         | 2:2 (A)                                           | 1:1 (H)                                           |
| 2000 | UEFA Intertoto Cup                                | 2. Runde                                          | AC Perugia Calcio                                 | 3:2                                               | 2:1 (A)                                           | 1:1 (H)                                           |
| 2000 | UEFA Intertoto Cup                                | 3. Runde                                          | SV Austria Salzburg                               | 4:2                                               | 3:1 (H)                                           | 1:1 (A)                                           |
| 2000 | UEFA Intertoto Cup                                | Halbfinale                                        | VfB Stuttgart                                     | 1:2                                               | 1:1 (A)                                           | 0:1 (H)                                           |
| 2001/02 | UEFA-Pokal                                        | Qualifikation                                     | Vardar Skopje                                     | 6:1                                               | 3:0 (A)                                           | 3:1 (H)                                           |
| 2001/02 | UEFA-Pokal                                        | 1. Runde                                          | Racing Straßburg                                  | 4:2                                               | 2:0 (H)                                           | 2:2 (A)                                           |
| 2001/02 | UEFA-Pokal                                        | 2. Runde                                          | Girondins Bordeaux                                | 0:4                                               | 0:2 (A)                                           | 0:2 (H)                                           |
| 2004/05 | UEFA-Pokal                                        | 1. Runde                                          | VfL Bochum                                        | (a)1:1(a)                                         | 0:0 (H)                                           | 1:1 (A)                                           |
| 2004/05 | UEFA-Pokal                                        | Gruppenphase                                      | Steaua Bukarest                                   | 0:2                                               | 0:2 (A)                                           |                                                   |
| 2004/05 | UEFA-Pokal                                        | Gruppenphase                                      | FC Parma                                          | 2:1                                               | 2:1 (H)                                           |                                                   |
| 2004/05 | UEFA-Pokal                                        | Gruppenphase                                      | Beşiktaş Istanbul                                 | 1:1                                               | 1:1 (A)                                           |                                                   |
| 2004/05 | UEFA-Pokal                                        | Gruppenphase                                      | Athletic Bilbao                                   | 1:7                                               | 1:7 (H)                                           |                                                   |
| 2006/07 | UEFA Champions League                             | 3. Qualifikationsrunde                            | Steaua Bukarest                                   | 3:4                                               | 2:2 (H)                                           | 1:2 (A)                                           |
| 2006/07 | UEFA-Pokal                                        | 1. Runde                                          | Celta Vigo                                        | 0:4                                               | 0:1 (H)                                           | 0:3 (A)                                           |
| 2007/08 | UEFA-Pokal                                        | 1. Runde                                          | Zenit St. Petersburg                              | 1:4                                               | 0:3 (A)                                           | 1:1 (H)                                           |
| 2008/09 | UEFA Champions League                             | 3. Qualifikationsrunde                            | FC Liverpool                                      | 0:1                                               | 0:0 (H)                                           | 0:1 n. V. (A)                                     |
| 2008/09 | UEFA-Pokal                                        | 3. Qualifikationsrunde                            | FC Everton                                        | 4:3                                               | 2:2 (A)                                           | 2:1 (H)                                           |
| 2008/09 | UEFA-Pokal                                        | Gruppenphase                                      | FC Sevilla                                        | 1:0                                               | 1:0 (H)                                           |                                                   |
| 2008/09 | UEFA-Pokal                                        | Gruppenphase                                      | FK Partizan Belgrad                               | 1:0                                               | 1:0 (A)                                           |                                                   |
| 2008/09 | UEFA-Pokal                                        | Gruppenphase                                      | Sampdoria Genua                                   | 3:0                                               | 3:0 (H)                                           |                                                   |
| 2008/09 | UEFA-Pokal                                        | Gruppenphase                                      | VfB Stuttgart                                     | 0:3                                               | 0:3 (A)                                           |                                                   |
| 2008/09 | UEFA-Pokal                                        | Sechzehntelfinale                                 | Sporting Braga                                    | 1:4                                               | 0:3 (A)                                           | 1:1 (H)                                           |
| 2009/10 | UEFA Champions League                             | Gruppenphase                                      | FC Arsenal                                        | 2:5                                               | 2:3 (H)                                           | 0:2 (A)                                           |
| 2009/10 | UEFA Champions League                             | Gruppenphase                                      | AZ Alkmaar                                        | 2:2                                               | 1:1 (A)                                           | 1:1 (A)                                           |
| 2009/10 | UEFA Champions League                             | Gruppenphase                                      | Olympiakos Piräus                                 | 3:2                                               | 1:2 (A)                                           | 2:0 (H)                                           |
| 2009/10 | UEFA Europa League                                | Sechzehntelfinale                                 | FC Red Bull Salzburg                              | 3:2                                               | 3:2 (H)                                           | 0:0 (A)                                           |
| 2009/10 | UEFA Europa League                                | Achtelfinale                                      | Panathinaikos Athen                               | 4:1                                               | 3:1 (A)                                           | 1:0 (A)                                           |
| 2009/10 | UEFA Europa League                                | Viertelfinale                                     | Hamburger SV                                      | 2:5                                               | 1:2 (A)                                           | 1:3 (H)                                           |
| 2011/12 | UEFA Champions League                             | 3. Qualifikationsrunde                            | FC Zürich                                         | 1:2                                               | 1:1 (H)                                           | 0:1 (A)                                           |
| 2011/12 | UEFA Europa League                                | Play-offs                                         | Helsingborgs IF                                   | 4:1                                               | 1:0 (H)                                           | 3:1 (A)                                           |
| 2011/12 | UEFA Europa League                                | Gruppenphase                                      | Hannover 96                                       | 2:0                                               | 0:0 (A)                                           | 2:0 (H)                                           |
| 2011/12 | UEFA Europa League                                | Gruppenphase                                      | FC Kopenhagen                                     | 4:0                                               | 3:0 (H)                                           | 1:0 (A)                                           |
| 2011/12 | UEFA Europa League                                | Gruppenphase                                      | Worskla Poltawa                                   | 3:1                                               | 0:0 (H)                                           | 3:1 (A)                                           |
| 2011/12 | UEFA Europa League                                | Sechzehntelfinale                                 | Wisła Krakau                                      | (a)1:1(a)                                         | 1:1 (A)                                           | 0:0 (A)                                           |
| 2011/12 | UEFA Europa League                                | Achtelfinale                                      | Hannover 96                                       | 2:6                                               | 2:2 (H)                                           | 0:4 (A)                                           |
| 2013/14 | UEFA Europa League                                | 3. Qualifikationsrunde                            | Skoda Xanthi                                      | 4:2                                               | 2:1 (A)                                           | 2:1 (H)                                           |
| 2013/14 | UEFA Europa League                                | Play-offs                                         | FK Minsk                                          | 5:1                                               | 2:0 (A)                                           | 3:1 (H)                                           |
| 2013/14 | UEFA Europa League                                | Gruppenphase                                      | Esbjerg fB                                        | 2:4                                               | 1:2 (H)                                           | 1:2 (A)                                           |
| 2013/14 | UEFA Europa League                                | Gruppenphase                                      | IF Elfsborg                                       | 2:4                                               | 1:1 (A)                                           | 1:3 (H)                                           |
| 2013/14 | UEFA Europa League                                | Gruppenphase                                      | FC Red Bull Salzburg                              | 2:5                                               | 1:2 (H)                                           | 1:3 (A)                                           |
| 2014/15 | UEFA Champions League                             | 3. Qualifikationsrunde                            | Panathinaikos Athen                               | 2:1                                               | 0:0 (H)                                           | 2:1 (A)                                           |
| 2014/15 | UEFA Champions League                             | Play-offs                                         | Zenit St. Petersburg                              | 0:4                                               | 0:1 (H)                                           | 0:3 (A)                                           |
| 2014/15 | UEFA Europa League                                | Gruppenphase                                      | HNK Rijeka                                        | 2:2                                               | 2:0 (H)                                           | 0:2 (A)                                           |
| 2014/15 | UEFA Europa League                                | Gruppenphase                                      | Feyenoord Rotterdam                               | 1:5                                               | 1:2 (A)                                           | 0:3 (H)                                           |
| 2014/15 | UEFA Europa League                                | Gruppenphase                                      | FC Sevilla                                        | 1:3                                               | 0:0 (H)                                           | 1:3 (A)                                           |
| 2015/16 | UEFA Europa League                                | 3. Qualifikationsrunde                            | FK Željezničar Sarajevo                           | 3:1                                               | 2:1 (H)                                           | 1:0 (A)                                           |
| 2015/16 | UEFA Europa League                                | Play-offs                                         | Molde FK                                          | 3:3(a)                                            | 0:2 (A)                                           | 3:1 (A)                                           |
| 2016/17 | UEFA Europa League                                | Gruppenphase                                      | Celta Vigo                                        | 2:2                                               | 1:1 (H)                                           | 1:1 (A)                                           |
| 2016/17 | UEFA Europa League                                | Gruppenphase                                      | Ajax Amsterdam                                    | 1:2                                               | 0:1 (A)                                           | 1:1 (A)                                           |
| 2016/17 | UEFA Europa League                                | Gruppenphase                                      | Panathinaikos Athen                               | 5:2                                               | 2:2 (H)                                           | 3:0 (A)                                           |
| 2018/19 | UEFA Champions League                             | Play-offs                                         | Ajax Amsterdam                                    | 2:5                                               | 2:2 (H)                                           | 0:3 (A)                                           |
| 2018/19 | UEFA Europa League                                | Gruppenphase                                      | FC Sevilla                                        | 2:5                                               | 1:5 (A)                                           | 1:0 (H)                                           |
| 2018/19 | UEFA Europa League                                | Gruppenphase                                      | Akhisarspor                                       | 2:1                                               | 2:1 (H)                                           | 0:0 (A)                                           |
| 2018/19 | UEFA Europa League                                | Gruppenphase                                      | FK Krasnodar                                      | 3:3                                               | 2:1 (H)                                           | 1:2 (A)                                           |
| 2019/20 | UEFA Europa League                                | Gruppenphase                                      | Vitoria Guimaraes                                 | 3:1                                               | 2:0 (H)                                           | 1:1 (A)                                           |
| 2019/20 | UEFA Europa League                                | Gruppenphase                                      | FC Arsenal                                        | 2:6                                               | 0:4 (A)                                           | 2:2 (H)                                           |
| 2019/20 | UEFA Europa League                                | Gruppenphase                                      | Eintracht Frankfurt                               | 3:3                                               | 1:2 (A)                                           | 2:1 (H)                                           |
| 2020/21 | UEFA Europa League                                | 2. Qualifikationsrunde                            | Bala Town                                         | 2:0                                               | 2:0 (H)                                           |                                                   |
| 2020/21 | UEFA Europa League                                | 3. Qualifikationsrunde                            | FK Vojvodina                                      | 2:1                                               | 2:1 n. V. (H)                                     |                                                   |
| 2020/21 | UEFA Europa League                                | Play-offs                                         | Fehérvár FC                                       | 3:1                                               | 3:1 (H)                                           |                                                   |
| 2020/21 | UEFA Europa League                                | Gruppenphase                                      | Glasgow Rangers                                   | 2:5                                               | 0:2 (H)                                           | 2:3 (A)                                           |
| 2020/21 | UEFA Europa League                                | Gruppenphase                                      | Benfica Lissabon                                  | 2:5                                               | 0:3 (A)                                           | 2:2 (H)                                           |
| 2020/21 | UEFA Europa League                                | Gruppenphase                                      | Lech Posen                                        | 3:4                                               | 1:3 (A)                                           | 2:1 (H)                                           |

## Bekannte ehemalige Spieler
- Michy Batshuayi (2011–14)
- Jacques Beurlet (1961–74)
- Gilbert Bodart (1981–96, 1997–98)
- Daniel Van Buyten (1999–01)
- Igor de Camargo (2007–10)
- Jean Capelle (1929–44)
- Gojko Cimirot (2018–23)
- Roger Claessen (1958–68)
- Sérgio Conceição (2004–07)
- André Cruz (1990–94)
- Alexandre Czerniatynski (1985–89)
- Jelle Van Damme (2011–16)
- Dante (2007–08)
- Steven Defour (2006–11)
- Nicolas Dewalque (1963–76)
- Ivica Dragutinović (2000–05)
- Didier Ernst (1991–02)
- Marouane Fellaini (2006–08)
- Milan Galić (1966–70)
- Régis Genaux (1990–96)
- Eric Gerets (1971–83)
- Maurice Gillis (1919–35)
- Mehdi Carcela-González (2008–11, 2018–22)
- Michaël Goossens (1990–96, 2000–03)
- Réginal Goreux (2007–13, 2015–19)
- Heinz Gründel (1982–85)
- Arie Haan (1981–83)
- Guy Hellers (1983–00)
- Denis Houf (1948–64)
- Jean Jadot (1948–60)
- Léon Jeck (1964–74)
- Milan Jovanović (2006–10)
- Erwin Kostedde (1968–71)
- Konstantinos Laifis (2016–24)
- Philippe Léonard (1992–96, 2004–06)
- Eliaquim Mangala (2008–11)
- Fernand Massay (1937–53)
- Jean Mathonet (1945–60)
- Dieumerci Mbokani (2007–10)
- Walter Meeuws (1981–84)
- Wilfried Van Moer (1968–76)
- Ivica Mornar (1998–01)
- Émile Mpenza (1997–99, 2003–04)
- Mbo Mpenza (1997–99)
- Paul-José Mpoku (2011–16, 2017–20)
- Antal Nagy (1968–69)
- Jean Nicolay (1956–69)
- Oguchi Onyewu (2004–09)
- Marcel Paeschen (1954–66)
- Louis Pilot (1960–74)
- Christian Piot (1966–78)
- André Piters (1951–61)
- Gérard Plessers (1975–84)
- Theo Poel (1975–86)
- Michel Preud’homme (1977–86)
- Milan Rapaić (2004–07)
- Mircea Rednic (1991–96)
- Michel Renquin (1974–81, 1985–88)
- Alfred Riedl (1976–80)
- Ronny Rosenthal (1988–89)
- Vedran Runje (1998–01, 2004–06)
- Léon Semmeling (1959–74)
- Ásgeir Sigurvinsson (1973–81)
- Lucien Spronck (1958–68)
- Silvester Takač (1969–74)
- Simon Tahamata (1980–84)
- Henri Thellin (1949–65)
- Jean Thissen (1965–74)
- Mohammed Tchité (2003–06, 2010–12)
- Guy Thys (1950–54)
- Guy Vandersmissen (1977–91)
- Aurelio Vidmar (1994–95)
- Benny Wendt (1981–83)
- Marc Wilmots (1991–96)
- Axel Witsel (2006–11)

## Statistiken

### Rekordspieler

#### Die meisten Spiele
| # | Name              | Spiele |
| - | ----------------- | ------ |
| 1 | Guy Hellers       | 474    |
| 2 | Gilbert Bodart    | 469    |
| 3 | Guy Vandersmissen | 465    |
| 4 | Léon Semmeling    | 449    |

#### Die meisten Tore
| # | Name           | Tore      |
| - | -------------- | --------- |
| 1 | Jean Capelle   | 245 (285) |
| 2 | Roger Claessen | 161 (229) |
| 3 | Maurice Gillis | 124 (275) |

## Trainer seit 1912
In Klammern angegeben ist die Anzahl der Amtszeiten bei Standard Lüttich.
| Amtszeit        | Nat.                                           | Trainer             |
| --------------- | ---------------------------------------------- | ------------------- |
| 06.1912–07.1916 | England                                        | Charles Bunyan sr.  |
| 07.1916–06.1922 | Belgien                                        | Camille Van Hoorden |
| 07.1922–06.1924 | England                                        | Lamport             |
| 07.1924–06.1930 | England                                        | Percy Hartley (1)   |
| 07.1930–06.1932 | Belgien                                        | Maurice Grisard (1) |
| 07.1932–06.1935 | England                                        | Percy Hartley (2)   |
| 07.1935–06.1936 | Belgien                                        | Jean Dupont (1)     |
| 07.1936–03.1937 | England                                        | Percy Hartley (3)   |
| 04.1937–11.1938 | Belgien                                        | Emile Riff          |
| 12.1938–06.1939 | Belgien                                        | Jean Dupont (2)     |
| 07.1939–06.1940 | Belgien                                        | Maurice Grisard (2) |
| 07.1940–06.1942 | Belgien                                        | René Dohet          |
| 07.1942–06.1945 | Belgien                                        | Fernand Wertz       |
| 07.1945–06.1950 | Belgien                                        | Marcelin Waroux     |
| 07.1950–06.1951 | Belgien                                        | Antoine Bassleer    |
| 07.1951–06.1953 | Belgien                                        | Maurice Grisard (3) |
| 07.1953–06.1958 | Frankreich                                     | André Riou          |
| 07.1958–06.1961 | Ungarn 1957                                    | Géza Kalocsay       |
| 07.1961–06.1963 | Frankreich                                     | Jean Prouff         |
| 07.1963–11.1964 | Frankreich                                     | Auguste Jordan      |
| 12.1964–06.1968 | Jugoslawien Sozialistische Föderative Republik | Michel Pavić (1)    |
| 07.1968–06.1973 | Frankreich                                     | René Hauss          |
| 07.1973–10.1973 | Jugoslawien Sozialistische Föderative Republik | Vlatko Marković     |
| 11.1973–06.1974 | Jugoslawien Sozialistische Föderative Republik | Nedeljko Bulatović  |
| 07.1974–12.1975 | Niederlande                                    | Cor van der Hart    |

| Amtszeit        | Nat.                                           | Trainer                 |
| --------------- | ---------------------------------------------- | ----------------------- |
| 01.1976–06.1976 | Frankreich                                     | Lucien Leduc            |
| 01.1976–06.1976 | Belgien                                        | Maurice Lempereur       |
| 07.1976–06.1979 | Belgien                                        | Robert Waseige (1)      |
| 07.1979–06.1981 | Osterreich                                     | Ernst Happel            |
| 07.1981–02.1984 | Belgien                                        | Raymond Goethals        |
| 03.1984–06.1984 | Belgien                                        | Léon Semmeling          |
| 07.1984–04.1985 | Luxemburg                                      | Louis Pilot             |
| 05.1985–06.1987 | Jugoslawien Sozialistische Föderative Republik | Michel Pavić (2)        |
| 07.1987–09.1987 | Belgien                                        | René Desaeyere          |
| 10.1987–03.1988 | Jugoslawien Sozialistische Föderative Republik | Michel Pavić (3)        |
| 04.1988–06.1988 | Belgien                                        | Jef Vliers              |
| 07.1988–06.1989 | Belgien                                        | Urbain Braems           |
| 07.1989–06.1991 | Deutschland                                    | Georg Keßler            |
| 07.1991–12.1993 | Niederlande                                    | Arie Haan               |
| 01.1994–06.1994 | Belgien                                        | René Vandereycken       |
| 07.1994–06.1996 | Belgien                                        | Robert Waseige (2)      |
| 07.1996–06.1997 | Belgien                                        | Jos Daerden             |
| 07.1997–10.1997 | Niederlande                                    | Aad de Mos              |
| 11.1997–03.1998 | Belgien                                        | Daniel Boccar           |
| 04.1998–06.1998 | Kroatien                                       | Luka Peruzović          |
| 07.1998–09.1999 | Kroatien                                       | Tomislav Ivić (1)       |
| 10.1999–12.1999 | Kroatien                                       | Željko Mijač            |
| 01.2000–04.2000 | Belgien                                        | Jean Thissen            |
| 05.2000–12.2000 | Kroatien                                       | Tomislav Ivić (2)       |
| 12.2000–01.2001 | Italien                                        | Dominique D’Onofrio (1) |

| Amtszeit        | Nat.        | Trainer                 |
| --------------- | ----------- | ----------------------- |
| 01.2001–06.2002 | Belgien     | Michel Preud’homme (1)  |
| 06.2002–10.2002 | Belgien     | Robert Waseige (3)      |
| 10.2002–06.2006 | Italien     | Dominique D’Onofrio (2) |
| 07.2006–09.2006 | Niederlande | Johan Boskamp           |
| 09.2006–06.2008 | Belgien     | Michel Preud’homme (2)  |
| 07.2008–02.2010 | Rumänien    | László Bölöni           |
| 02.2010–05.2011 | Italien     | Dominique D’Onofrio (3) |
| 06.2011–05.2012 | Belgien     | José Riga (1)           |
| 06.2012–10.2012 | Niederlande | Ron Jans                |
| 10.2012–05.2013 | Rumänien    | Mircea Rednic           |
| 05.2013–10.2014 | Israel      | Guy Luzon               |
| 10.2014–02.2015 | Serbien     | Ivan Vukomanović        |
| 02.2015–06.2015 | Belgien     | José Riga (2)           |
| 06.2015–08.2015 | Serbien     | Slavo Muslin            |
| 09.2015–09.2016 | Belgien     | Yannick Ferrera         |
| 09.2016–04.2017 | Serbien     | Aleksandar Janković     |
| 06.2017–06.2018 | Portugal    | Ricardo Sá Pinto        |
| 07.2018–06.2020 | Belgien     | Michel Preud’homme (3)  |
| 07.2020–12.2020 | Frankreich  | Philippe Montanier      |
| 01.2021–10.2021 | Senegal     | Mbaye Leye              |
| 10.2021–04.2022 | Slowenien   | Luka Elsner             |
| 06.2022–05.2023 | Norwegen    | Ronny Deila             |
| 05.2023–06.2023 | Belgien     | Geoffrey Valenne        |
| 06.2023–12.2023 | Belgien     | Carl Hoefkens           |
| 01.2024–        | Kroatien    | Ivan Leko               |

## Frauenfußball
Die Frauenfußballabteilung spielt seit der Saison 2012/2013 in der BeNe League Red und wurde seit ihrer Gründung 1975 14-mal Meister in der Eerste Klasse. Daneben konnte man auch fünfmal den belgischen Super Cup sowie zweimal den BeNe Super Cup gewinnen. Zu den Leistungsträgern gehören seit Jahren die belgischen Nationalspielerinnen Kelly Ickmans, Maud Coutereels, Julie Biesmans, Audrey Demoustier, Cécile De Gernier, Aline Zeler, Davina Philtjens und die marokkanische Nationalspielerin Ibtissam Bouharat.

## Basketball
Bei Standard wird auch seit Jahrzehnten eine Basketball-Abteilung betrieben. Im wichtigsten Europapokal dieser Sportart, dem Landesmeisterpokal, schaffte es Lüttich 1969 ins Halbfinale. Zudem spielte man diverse Male im Korać-Cup mit, wo man 1972 ebenfalls das Halbfinale erreichte. Die nationale Meisterschaft gewann Standard dreimal, 1968, 1970 und 1977.